# Peckia nicasia
Peckia nicasia är en tvåvingeart som först beskrevs av Guilherme A.M.Lopes 1941.  Peckia nicasia ingår i släktet Peckia och familjen köttflugor.
Artens utbredningsområde är Jamaica. Inga underarter finns listade i Catalogue of Life.